# Mormi borneański
Mormi borneański, badia, kot z Borneo (Catopuma badia) – gatunek ssaka, drapieżnego z podrodziny kotów (Felinae) w obrębie rodziny kotowatych (Felidae), jeden z dwóch gatunków mormi. Wielkością ustępuje mormi złocistemu, którego przypomina wyglądem. Futro ma czerwonawe, rzadziej szaroczarne. Trybu życia ani ekologii nie poznano. Zagraża mu wylesianie pod plantacje palmy olejowej i odłów przez myśliwych.

## Budowa

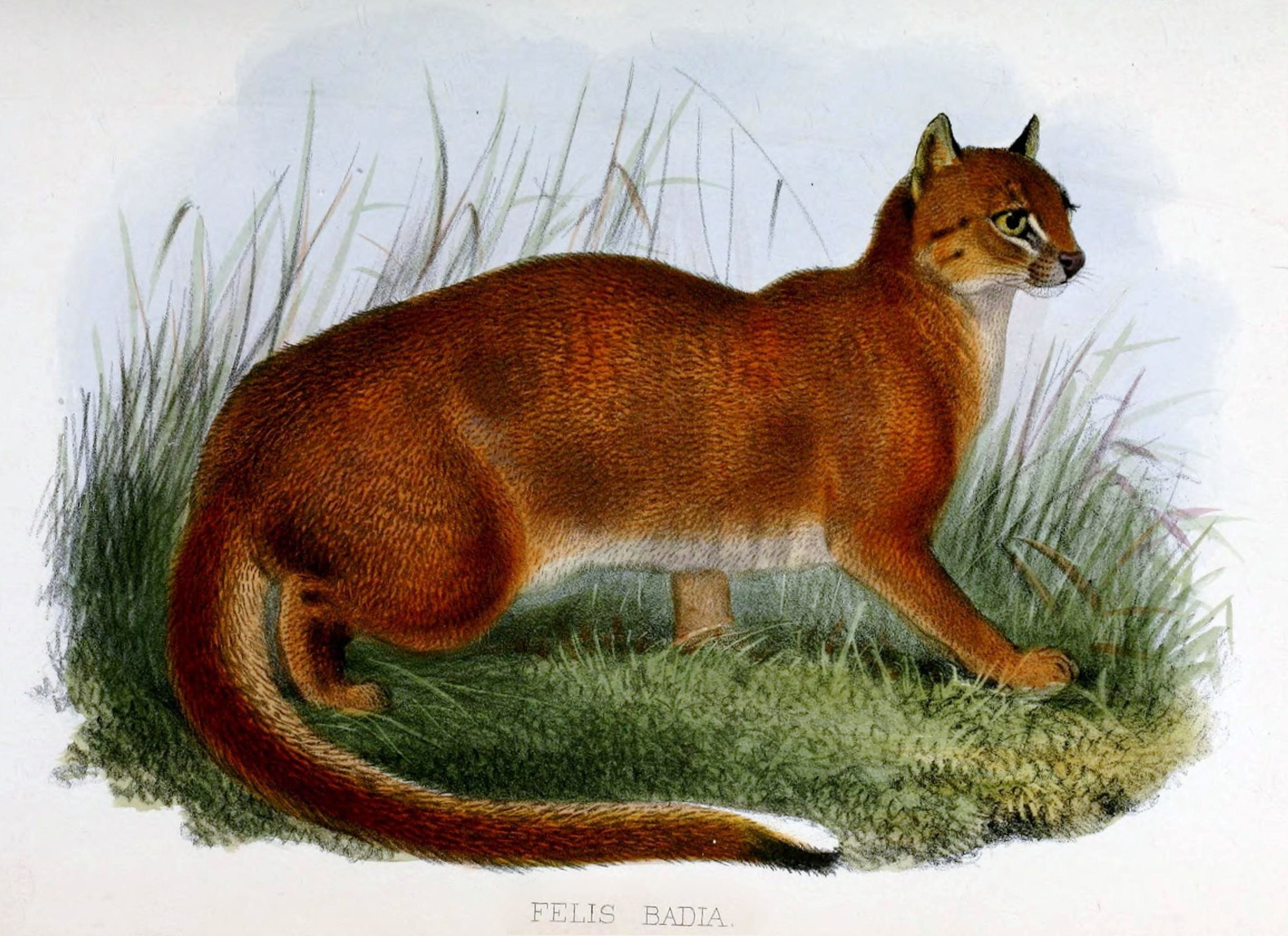
Mormi borneański na rycinie dołączonej do pierwszego opisu (1874)

Długość ciała jednej samicy 53,3 cm, długość ogona 39,1 cm; masa ciała 1,95 kg, ale zwierzę było wygłodzone. W każdym razie mormi borneański mniejszy jest od mormi złocistego.
Wyglądem przypomina mormi borneański mormi złocistego. Jego ciało pokrywa futro barwy czerwonego mahoniu ze słabo widocznymi czarnymi znaczeniami, może być też szaroczarne. Niemniej jednak na 12 zbadanych okazów 10 miało futro czerwonawe. Brzuch pokrywa futro złotobrązowe, również nakrapiane czernią. 
Na głowie tkwią krótkie, zaokrąglone, nisko umiejscowione uszy o czarnych tylnych częściach. Obszar pod bródką jest z kolei biały. Policzki zaś zdobią 2 słabo widoczne brązowe paski. 
Ogon jest krótszy niż lamparcika marmurkowego. Brzuszna strona ogona nosi żółtawobiały pas na swej dystalnej połowie. 

## Systematyka

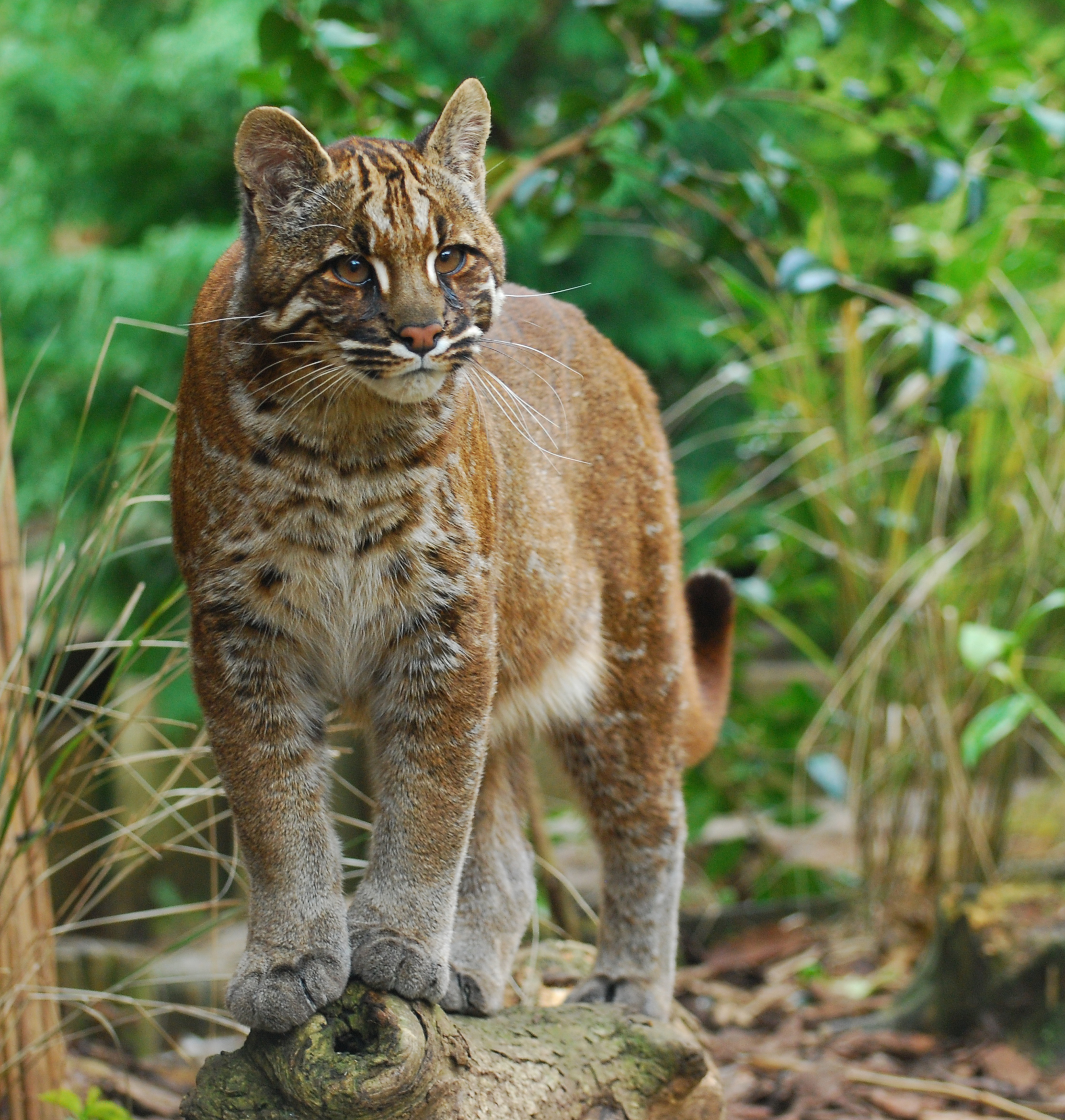
Najbliższym krewnym mormi borneańskiego jest mormi złocisty

Gatunek po raz pierwszy zgodnie z zasadami nazewnictwa binominalnego opisał w 1874 roku brytyjski zoolog John Edward Gray, umieszczając go w rodzaju Felis i nadając mu epitet gatunkowy badia. Opis ukazał się w artykule poświęconym opisowi nowego kota z Sarawaku, opublikowanym w czasopiśmie „Proceedings of the Zoological Society of London”. Miejsce typowe to Sarawak, Borneo, Malezja. Holotyp to czaszka i skóra młodocianego samca (sygnatura BMNH:Mamm:1856.9.19.16) ze zbiorów Muzeum Historii Naturalnej w Londynie; okaz typowy zebrał w 1855 roku angielski przyrodnik Alfred Russel Wallace.
C. badia czasami uważany jest za konspecyficzny z C. temminckii, dokładniej mówiąc za jego mniejszą wyspową formę, ale analiza genetyczna wykazuje, że te dwa gatunki lepiej uważać za odrębne taksony. Ponadto część autorów umieszcza oba mormi w rodzaju Pardofelis, czyli lamparcik, w którym to umieszcza się zwykle jeden tylko gatunek o nazwie lamparcik marmurkowy, również z Azji Południowo-Wschodniej, zaliczany z kolei niekiedy do podrodziny panter. Zwykle jednak uważa się te rodzaje za odrębne, o czym świadczy zupełnie inna budowa czaszki.
Autorzy Illustrated Checklist of the Mammals of the World uznają ten gatunek za monotypowy.

### Etymologia
- Catopuma: zbitka wyrazowa nazw rodzajów: Catus Frisch, 1775 (kot) oraz Puma Jardine, 1834 (puma)[12].
- badia: łac. badius „kasztanowy, brązowy”[13].

## Ewolucja
Linie mormi i lamparcika marmurkowego rozdzieliły się 5,5 miliona lat temu.

## Tryb życia
Tryb życia mormi borneańskiego nie został w zasadzie poznany. Nie wiadomo też dokładnie, w jaki sposób się rozmnaża. Długość pokolenia szacuje IUCN na 6 lat.

## Rozmieszczenie geograficzne
Mormi borneański występuje endemicznie na Borneo, zarówno w Indonezji, jak i w Malezji, niepewne natomiast jest jego występowanie w Brunei. Najnowsze doniesienia pochodzą z Sarawaku, Sabah i Kalimantanu (Wschodni, Środkowy, Zachodni, ale nie Południowy, co może jednak wynikać z braku badań). Obszar zajmowany (AOO) ocenia się na 221 000 km². Zasiedla wysokości od poziomu morza do 800 m, niemniej dwa doniesienia pochodzą z wysokości 1400 m, a niepotwierdzone nawet z 1800 m.

## Ekologia

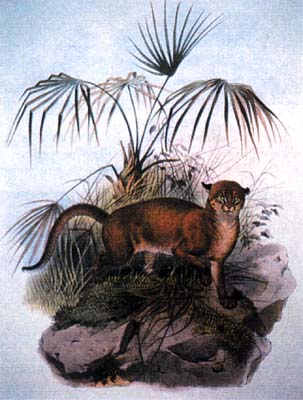
Mormi borneański żyje w lasach

Wydaje się, że mormi borneański zasiedla różnorodne siedliska leśne, w tym lasy dwuskrzydłowate niskie i wysoko rosnące, mangrowe, lasy górskie, nadrzeczne i bagienne. To właśnie w gęstym lesie nad rzekami napotykano pierwsze osobniki. W 2003 dwa osobniki znaleziono we wnykach na pięcioletniej plantacji drzew po lesie nizinnym dwuskrzydłowatym na Sabah. Niemniej w lasach wyrębywanych występuje jeszcze rzadziej niż w niewyrębywanych.
Czym się żywi mormi borneański, nie wiadomo. Nigdy nie przeprowadzono poświęconych temu badań. Kotowate są jednak niemniej hipermięsożercami pożywiającymi się wyłącznie bądź z niewielkimi wyjątkami wyłącznie pokarmem mięsnym, przystosowanymi do polowań. Mniejsze kotowate żywią się zwykle mniejszą od siebie zwierzyną.
Na Borneo prócz mormi borneańskiego żyje jeszcze choćby lamparcik marmurkowy i pantera sundajska. Niemniej mormi borneański występuje rzadziej od tej ostatniej, i tak ocenianej jako rzadka. Być może jeden osobnik zasiedla 100 km².

## Zagrożenia i ochrona
Całkowitą liczebność tego gatunku szacuje się na 2200 dorosłych kotów. Liczba ta dalej spada.
Czerwona księga IUCN uznaje mormi borneańskiego za gatunek zagrożony wyginięciem. Po raz pierwszy rozpoznano go w 1986 jako rzadki, co powtórzono w 1988 i w 1990, jeszcze w rodzaju Felis. Od 1994 figuruje już w rodzaju mormi, w tymże roku został sklasyfikowany jako niedostatecznie poznany, w 1996 jako narażony na wyginięcie, w 2002, 2008 i w 2014 jako zagrożony wyginięciem, przy czym w 2008 IUCN umieściła go w rodzaju lamparcik, po czym wróciła do Catopuma.
Obejmuje go również załącznik drugi konwencji CITES. Na większości swego zasięgu występowania zwierzę objęte jest pełną ochroną prawną zabraniającą handlu czy polowania. Mormi borneański pozostaje niemniej niezwykle rzadki, a od 1928 roku prawdopodobnie odłowiono mniej niż 8 osobników. Należy do najrzadszych i najmniej poznanych kotowatych. Nie ma wiarygodnych ocen zagęszczenia. O jego wartości wiedzą handlarze i lokalni traperzy, domagając się od łowców żywego zwierzęcia, co zwiększyło presję na nielegalny odłów, stanowiąc zagrożenie dla mormi borneańskiego. Handluje się nim celem pozyskania skór i zwierząt domowych. Niemniej dalej łapie się w sidła. W pierwszej dekadzie XXI wieku obszar zajmowany (AOO) zmniejszył się o prawie 30% wobec wyrębu lasu pod plantacje oleju palmowego. Liczebność w ciągu 12 lat spadła o 20–30%. Pewne tereny bytności mormi borneańskiego objęto wprawdzie ochroną, niemniej są to obszary małe a izolowane, narażone na zmiany środowiskowe. Tymczasem prognozuje się dalsze wylesianie.